# 懷氏脂眼鯡
懷氏脂眼鯡為輻鰭魚綱鲱形目鲱科的其中一種，分布於西印度洋至東南大西洋海域，棲息深度0-200公尺，體長可達22公分，棲息在沿海海域，生活習性不明，為高經濟價值的食用魚。

## 擴展閱讀
維基物種上的相關：懷氏脂眼鯡